# Erownuli Liga (2023)
Erownuli Liga 2023 była 35. sezonem najwyższej klasy rozgrywkowej w Gruzji w piłce nożnej.
W rozgrywkach brało udział 10 drużyn, które od 25 lutego 2023 do 2 grudnia 2023 rozegrały 36 kolejek meczów.
Obrońcą tytułu była drużyna Dinamo Tbilisi. Mistrzostwo po raz drugi w historii zdobyła drużyna Dinamo Batumi.

## Format rozgrywek
Dziesięć uczestniczących drużyn gra ze sobą czterokrotnie.
Zwycięzca ligi zostaje mistrzem Gruzji i kwalifikuje się do I rundy kwalifikacyjnej Ligi Mistrzów UEFA.
Drużyna, która zajmie drugie, trzecie miejsce i zdobywca Pucharu Gruzji, kwalifikują się do I rundy kwalifikacyjnej Ligi Konferencji Europy UEFA.
W przypadku zdobycia pucharu przez drużynę, która zapewni sobie grę w europejskich pucharach, awans otrzymuje czwarta drużyna rozgrywek.
Do niższej ligi spada bezpośrednio ostatnia drużyna, a ósma i dziewiąta rozegra baraż z drużyną z niższej ligi.

## Drużyny
| Uczestnicy poprzedniej edycji | Uczestnicy poprzedniej edycji | Uczestnicy poprzedniej edycji | Uczestnicy poprzedniej edycji |
| --- | ----------------------------- | ----------------------------- | ----------------------------- |
| DTB | Dinamo Tbilisi                | Tbilisi                       | 1                             |
| DBA | Dinamo Batumi                 | Batumi                        | 2                             |
| DIL | Dila Gori                     | Gori                          | 3                             |
| SCK | Samgurali Ckaltubo            | Ckaltubo                      | 4                             |
| TKU | Torpedo Kutaisi               | Kutaisi                       | 5                             |
| SAB | Saburtalo Tbilisi             | Tbilisi                       | 6                             |
| TEL | SK Telawi                     | Telawi                        | 7                             |
| po barażach |                               |                               |                               |
| GTB | FC Gagra                      | Tbilisi                       | 8                             |
| Awans z Erownuli Liga 2 |                               |                               |                               |
| SHU | Szukura Kobuleti              | Kobuleti                      | 1                             |
| po barażach |                               |                               |                               |
| SAM | SK Samtredia                  | Samtredia                     | 2                             |
| Oznaczenia: - kolumna pierwsza – skróty nazw drużyn, - kolumna trzecia – siedziba klubu, - kolumna czwarta – miejsce zajęte w poprzednim sezonie. |                               |                               |                               |

## Tabela
| Lp. | Drużyna               | M  | Z  | R  | P  | B+ | B-  | +/– | Pkt | Kwalifikacja lub spadek                         |
| --- | --------------------- | -- | -- | -- | -- | -- | --- | --- | --- | ----------------------------------------------- |
| 1   | Dinamo Batumi (M)     | 36 | 21 | 11 | 4  | 83 | 41  | +42 | 74  | Liga Mistrzów UEFA • I runda kwalifikacyjna     |
| 2   | Dinamo Tbilisi        | 36 | 21 | 8  | 7  | 93 | 49  | +44 | 71  | Liga Konferencji UEFA • I runda kwalifikacyjna  |
| 3   | Torpedo Kutaisi       | 36 | 16 | 12 | 8  | 55 | 37  | +18 | 60  | Liga Konferencji UEFA • I runda kwalifikacyjna  |
| 4   | Dila Gori             | 36 | 17 | 9  | 10 | 56 | 39  | +17 | 60  |                                                 |
| 5   | Samgurali Ckaltubo    | 36 | 16 | 9  | 11 | 53 | 51  | +2  | 57  |                                                 |
| 6   | Saburtalo Tbilisi (P) | 36 | 14 | 9  | 13 | 58 | 49  | +9  | 51  | Liga Konferencji UEFA • II runda kwalifikacyjna |
| 7   | Gagra                 | 36 | 10 | 8  | 18 | 47 | 65  | −18 | 38  |                                                 |
| 8   | Telavi (B, O)         | 36 | 10 | 7  | 19 | 34 | 62  | −28 | 37  | baraż o utrzymanie                              |
| 9   | Samtredia (B, O)      | 36 | 9  | 6  | 21 | 50 | 62  | −12 | 33  | baraż o utrzymanie                              |
| 10  | Szukura Kobuleti (S)  | 36 | 4  | 5  | 27 | 38 | 112 | −74 | 11  | spadek do Erovnuli Liga 2                       |

1. ↑  Szukura Kobuleti odjęto 6 punktów za naruszenie zasad finansowych ligi[1].

## Wyniki spotkań
| Gospodarz \ Gość   | DIL | DBT | DTB | GAG | SAB | SMG | SAM | SHU | TEL | TKU | DIL | DBT | DTB | GAG | SAB | SMG | SAM | SHU | TEL | TKU |
| ------------------ | --- | --- | --- | --- | --- | --- | --- | --- | --- | --- | --- | --- | --- | --- | --- | --- | --- | --- | --- | --- |
| Dila Gori          |     | 1–1 | 1–2 | 1–0 | 1–1 | 0–3 | 1–0 | 2–0 | 6–1 | 5–0 |     | 1–3 | 0–3 | 1–0 | 3–0 | 2–0 | 1–3 | 5–1 | 3–1 | 0–1 |
| Dinamo Batumi      | 0–2 |     | 2–2 | 3–1 | 3–1 | 2–0 | 3–2 | 2–1 | 2–0 | 1–1 | 1–1 |     | 2–2 | 3–0 | 2–1 | 4–1 | 1–1 | 5–0 | 3–0 | 2–2 |
| Dinamo Tbilisi     | 1–2 | 1–2 |     | 0–0 | 1–3 | 2–0 | 4–0 | 4–4 | 6–1 | 2–1 | 3–1 | 6–2 |     | 0–1 | 1–0 | 5–2 | 3–0 | 4–2 | 4–0 | 1–1 |
| Gagra              | 0–0 | 1–4 | 3–5 |     | 1–2 | 3–4 | 0–1 | 2–0 | 1–1 | 0–0 | 0–0 | 0–2 | 1–6 |     | 2–1 | 0–0 | 4–3 | 1–0 | 4–1 | 1–2 |
| Saburtalo Tbilisi  | 0–0 | 3–3 | 2–1 | 3–0 |     | 5–1 | 2–0 | 2–1 | 3–0 | 0–0 | 1–2 | 0–0 | 0–3 | 5–0 |     | 2–2 | 0–0 | 5–1 | 0–1 | 1–3 |
| Samgurali Ckaltubo | 2–2 | 1–1 | 2–1 | 1–0 | 2–1 |     | 2–1 | 4–1 | 1–0 | 0–0 | 1–0 | 3–2 | 0–2 | 2–2 | 1–0 |     | 0–3 | 5–0 | 0–1 | 0–0 |
| Samtredia          | 1–2 | 1–2 | 0–2 | 1–2 | 3–3 | 0–2 |     | 0–2 | 1–0 | 0–2 | 1–2 | 1–3 | 3–2 | 3–1 | 0–0 | 2–3 |     | 4–2 | 0–2 | 2–3 |
| Szukura Kobuleti   | 2–3 | 1–3 | 1–2 | 3–4 | 2–3 | 2–1 | 2–2 |     | 1–2 | 0–2 | 1–2 | 0–6 | 2–3 | 9–0 | 1–2 | 2–2 | 0–9 |     | 0–2 | 0–0 |
| Telavi             | 2–2 | 1–4 | 2–2 | 0–0 | 0–3 | 0–1 | 0–1 | 0–0 |     | 1–0 | 2–1 | 2–1 | 2–2 | 0–1 | 3–0 | 2–1 | 1–1 | 0–1 |     | 1–2 |
| Torpedo Kutaisi    | 0–0 | 0–0 | 2–3 | 3–1 | 0–3 | 1–3 | 1–0 | 1–2 | 2–1 |     | 1–0 | 0–3 | 2–2 | 4–1 | 5–0 | 0–0 | 2–0 | 9–0 | 2–1 |     |

## Baraż o Erownuli Liga
Samtredia wygrała 5-4 dwumecz z Garedżi Sagaredżo drugim zespołem Erovnuli Liga 2 o miejsce w Erownuli Liga na sezon 2024.
| 6 grudnia 2023 | Samtredia                                                                                  | 4:1   | Garedżi Sagaredżo            |                                                                 |
| 10:00          | Aleksandar Mishov 7' · Strahinja Pavišić 25' · Ilia Akhvlediani 38' · Zviad Natchkebia 43' | (4:0) | 68' (k) Giorgi Kharebashvili | Stadion Erosiego Manjgaladze, Samtredia Sędzia: Aleko Aptsiauri |

| 10 grudnia 2023 | Garedżi Sagaredżo                                                          | 3:1   | Samtredia           |                                                                       |
| 10:00           | Lasha Ugrekhelidze 14' · Giorgi Papuashvili 37' · Giorgi Kharebashvili 47' | (2:1) | 8' Zviad Natchkebia | Stadion Sagarejos Tsentraluri, Sagaredżo Sędzia: Irakli Kvirikashvili |

Telavi wygrał 5-1 dwumecz z Spaeri trzecim zespołem Erovnuli Liga 2 o miejsce w Erownuli Liga na sezon 2024.
| 6 grudnia 2023 | Spaeri            | 1:1   | Telavi              |                                                    |
| 14:00          | Saba Gegiadze 36' | (1:0) | 61' Irakli Rukhadze | Spaeri Stadium, Tbilisi Sędzia: Giorgi Avazashvili |

| 10 grudnia 2023 | Telavi                                                                  | 4:0   | Spaeri |                                                  |
| 15:00           | Imeda Ashortia 15' (k), 53' · Irakli Rukhadze 21' · Giorgi Kantaria 28' | (3:0) |        | Caucasus Arena, Telawi Sędzia: Giorgi Kruashvili |

## Najlepsi strzelcy
| Bramki | Zawodnik               | Klub               |
| ------ | ---------------------- | ------------------ |
| 17     | Flamarion              | Dinamo Batumi      |
| 17     | Zoran Marušić          | Dinamo Tbilisi     |
| 17     | Zurab Museliani        | Gagra              |
| 14     | Giorgi Arabidze        | Torpedo Kutaisi    |
| 14     | Ousmane Camara         | Dinamo Tbilisi     |
| 13     | Imran Oulad Omar       | Dinamo Tbilisi     |
| 12     | Paata Gudushauri       | Dinamo Batumi      |
| 12     | Wladimer Mamuczaszwili | Dinamo Batumi      |
| 12     | Dawit Schirtladze      | Dinamo Tbilisi     |
| 12     | Cheikne Sylla          | Samgurali Ckaltubo |

Źródło:

## Stadiony
| Dila Gori               |
| ----------------------- |
| im. Tengiza Burdżanadze |
| Pojemność: 8 230        |
|                         |

| Dinamo Batumi     |
| ----------------- |
| Stadion Batumi    |
| Pojemność: 20 000 |
|                   |

| Dinamo Tbilisi       |
| -------------------- |
| im. Borysa Paiczadze |
| Pojemność: 54 549    |
|                      |

| FC Gagra                |
| ----------------------- |
| Ilia Kokaias Sakhelobis |
| Pojemność: 500          |
|                         |

| Saburtalo Tbilisi      |
| ---------------------- |
| im. Micheila Meschiego |
| Pojemność: 27 223      |
|                        |

| Samgurali Ckaltubo Szukura Kobuleti |
| ----------------------------------- |
| im. Dawita Abaszidze                |
| Pojemność: 4 558                    |
|                                     |

| Samtredia                 |
| ------------------------- |
| Stadion Erosi Manjgaladze |
| Pojemność: 3 000          |
|                           |

| SK Telawi                       |
| ------------------------------- |
| Centrum techniczne SFF, Rustawi |
| Pojemność: 1 000                |
|                                 |

| Torpedo Kutaisi     |
| ------------------- |
| im. Ramaza Szengeli |
| Pojemność: 19 400   |
|                     |

Źródło: